# Гвишиани, Алексей Джерменович
Алексей Джерменович Гвишиани (род. 29 октября 1948, Москва) — советский и российский учёный-геофизик, академик РАН (2011). Научный руководитель Геофизического центра РАН. Иностранный член Румынской академии инженерных и технических наук. Почётный доктор Национального технического университета Украины, профессор МГУ и Парижского института физики Земли (фр. Institut de physique du globe de Paris). С сентября 2017 года — член Европейской академии.
Председатель Национального геофизического комитета и национального комитета CODATA РАН, вице-президент CODATA в 2002—2006 годах. Заместитель председателя комитета системного анализа РАН. Вице-председатель Научного совета Международного института прикладного системного анализа (IIASA).

## Биография
Родился 29 октября 1948 в Москве в семье известного философа, специалиста по теории управления и системному анализу, академика АН СССР Джермена Михайловича Гвишиани. По линии матери — внук Алексея Николаевича Косыгина, Председателя Совета Министров СССР (1964—1980).
В 1971 годы окончил механико-математический факультет МГУ и в 1974 году аспирантуру факультета по кафедре теории функций и функционального анализа, и под руководством Израиля Гельфанда защитил кандидатскую диссертацию «Некоторые вопросы теории представлений группы SL (2) над локальным неархимедовым полем». Главным результатом периода аспирантуры стало доказательство формул для характеров представлений групп матриц над неархимедовым полем.
С 1974 по 1978 годы — ассистент, а затем доцент кафедры теории функций и функционального анализа механико-математического факультета МГУ. С 1978 года работает в Институте физики Земли, пройдя путь от научного сотрудника до заместителя директора института. В 1983 году защитил докторскую диссертацию «Математические вопросы классификации и проблема обоснования прогноза мест сильных землетрясений» по специальности «геофизика».
С 1991 по 2005 годы руководил созданным им Центром изучения геофизических данных и сетевых технологий ЦИГЕД ИФЗ РАН. В ЦИГЕД были созданы теоретические основы геоинформатики как части математической геофизики. В 2005 году избран директором Геофизического центра Российской академии наук (ГЦ РАН), работал в этой должности по 2018 год. В 2018 г. постановлением Бюро Отделения наук о Земле РАН (ОНЗ РАН) утвержден в должности научного руководителя ГЦ РАН.
25 мая 2006 года избран членом-корреспондентом Российской академии наук по специальности «геоинформатика», а 22 декабря 2011 года — действительным членом РАН по специальности «геология, геоинформатика». С 2007 года — член бюро, а с 2008 года — заместитель академика секретаря Отделения наук о Земле РАН. Действительный иностранный член Национальной академии наук Украины (2003), почётный доктор Института прикладного системного анализа НТУУ «КПИ» (Украина, 2006), член научного совета РАН по комплексным проблемам евразийской экономической интеграции, модернизации, конкурентоспособности и устойчивому развитию (2012).

### Научная деятельность
Среди математических результатов — доказательство формулы Гельфанда — Граева — Гвишиани для характеров представлений дискретных серий группы {\displaystyle G} матриц второго порядка с элементами из локального неархимедова поля и описание представлений производной группы {\displaystyle G^{X}} (1973—1974), описание новых свойств преобразования Радона над локальным неархимедовым полем и изучение представлений группы {\displaystyle G=SL(2)} в пространстве функций на плоскости Лобачевского (1974—1978).
В рамках работы по приложениям к геофизике ввёл классы динамических задач распознавания и построил математическую теорию оценки стабильности предельных решений в динамических задачах распознавания; построил новое семейство алгоритмов «Голосование» по набору признаков (ГНП) для решения динамических задач распознавания (1979—1984). Создал математические модели распознавания мест возможного возникновения сильных землетрясений и их устойчивости по времени как базы сейсмического районирования; модель распознавания мест сильных землетрясений с оценкой его достоверности в различных сейсмических регионах земного шара в рамках моделей динамических задач распознавания и объективной классификации (1978—1990, 2010—2013). Работал над созданием новых методов иерархической кластеризации пространственных объектов на базе дискретного математического анализа и их приложения в геофизике и геодинамике и алгоритмизацией узнавания аномальной активности на временных рядах на базе нечёткой теории множеств и их приложение для мониторинга вулканов и анализа длинных рядов геофизических наблюдений (2001—2012), процедурой распознавания образов FCAZ (Fuzzy clustering and zoning) для определения регионов повышенной сейсмической опасности (2014—2016).
В 2009—2013 годы руководил развёртыванием российского сегмента международной системы наблюдений за магнитным полем Земли высшего стандарта качества и создание экспертных систем коррекции регистрируемой информации.
В 2016 году опубликовал ряд новых алгоритмов дихотомии с обучением по одному классу.
Руководил созданием и интеграцией в единую сеть системы магнитных обсерваторий России (Интермеганет, с 2009 года). В 2014—2016 годы руководил созданием аппаратно-программного комплекса для мониторинга и распознавания магнитной активности по информации сети обсерваторий и спутниковым данным.
Вице-президент Европейского средиземноморского сейсмологического центра (EMSC/CSEM) (1996—2003); главный российский исследователь совместных проектов РАН, РФФИ и Центра научных исследований Франции (CNRS) «Распознавание областей возможного возникновения землетрясений в регионах умеренной сейсмичности» (1980—1986, 1998—2001) и «Мониторинг базальтовых вулканов с помощью методов искусственного интеллекта» (2000—2006); делегат РАН в Международном союзе геодезии и геофизики (IUGG) (2007—2012).
В период с 1992 по 2000 годы являлся профессором кафедры теории функций и функционального анализа механико-математического факультета МГУ. Под его руководством защищена докторская и десять кандидатских диссертаций.
Автор пяти книг, опубликованных на русском, английском, французском, венгерском, итальянском и японском языках. Член специализированных диссертационных советов ВАК в ИФЗ РАН, ИПКОН РАН и ИГЕМ РАН.

### Общественная деятельность
В течение многих лет участвовал в работе Международного совета по науке (ICSU), занимая различные должности: председатель координационного комитета «Центры данных и обмен информацией» и член Бюро Международной программы «Литосфера» (1985—1995); вице-председатель панели мировых центров данных Международного совета по науке (1996—2006); руководитель ряда рабочих групп CODATA. Вице-президент CODATA (2002—2006); член стратегического комитета ICSU по информации и данным (SCID) (2007—2008); представитель Международного союза геодезии и геофизики (IUGG) в CODATA (2011); член комитета по будущему развитию IUGG (2010).
Является членом редакционных коллегий ряда научных журналов: Известия РАН. Серия «Физика Земли», международного научно-технического журнала «Системные исследования и информационные технологии», Киев, Украина, «Российского журнала наук о Земле», заместителем главного редактора электронного журнала «Вестник Отделения наук о Земле РАН».

## Награды
- Орден Почёта (5 февраля 2024) — за большой вклад в развитие отечественной науки, многолетнюю плодотворную деятельность и в связи с 300-летием со дня основания Российской академии наук[2]
- Орден Дружбы (2009)
- Медаль «В память 850-летия Москвы» (1997)
- Медаль «50 лет Монгольской Народной революции» (1971)
- Премия имени Б.Б. Голицына (РАН, 23 апреля 2024) — за серию работ по теме «Системный геоинформационный анализ геофизических данных для выделения зон повышенной сейсмической опасности, изучения литосферных структур и распознавания аномалий геомагнитного поля»

## Семья
Жена — Наталья Борисовна, профессор филологического факультета МГУ.
Дочь — Екатерина Семенихина (1971 г.р.), экономист-математик и руководитель фонда культуры «Екатерина», коллекционер. С 1999 года живёт в Монако. С 13 июня 2014 года Е. Семенихина является генеральным почётным консулом России в княжестве Монако. Ее муж — Владимир Анатольевич Семенихин (1967 г. р.), бизнесмен, коллекционер произведений искусства, председатель совета директоров группы компаний «Стройтэкс» и почётный консул Казахстана в княжестве Монако.
Двое внуков.

## Избранная библиография
Автор более 150 научных работ, среди них:
- Кириллов А. А., Гвишиани А. Д. Теоремы и задачи функционального анализа. — М.: Наука, 1979. — 380 с. Первое издание этой книги было переведено на английский, французский, итальянский и венгерский языки. Затем книга была переиздана на русском языке.
- А. Д. Гвишиани, С. М. Агаян, А. В. Трусов. Элементы неархимедова анализа. — Изд-во Московского унив., 1979. — 65 с.
- А. Д. Гвишиани. Прогнозирование мест землетрясений в регионах умеренной сейсмичности / отв. ред. В. Ф. Писаренко. — Наука, 1988. — 175 с. — ISBN 502000720X.
- А. Д. Гвишиани, В. А. Гурвич. Динамические задачи классификации и выпуклое программирование в приложениях. — Наука, 1992. — 355 с. — ISBN 5020145815.
- А. Д. Гвишиани. Феномен Косыгина: записки внука. — Фонд культуры «Екатерина», 2004. — 308 с.
- Lushnikov A. A., Gvishiani A. D., Lyubovtseva Y. S., Makosko A. A. Evolution models for geomedical statistics // Geoinformatics research papers: Proc. Geophysical center RAS. 2013. 10 p.
- Захаров В. Е., Соломонов Ю. С., Наточин Ю. В., Гвишиани А. Д. и др. Выступления участников Общего собрания РАН // Вестник Российской академии наук. 2013. Т. 83. № 11. С. 1019—1032.